# Movimiento "¡Por la Libertad de las Naciones!"
Movimiento "¡Por la Libertad de las Naciones!" (título completo: "Foro de Partidarios de la Lucha contra las Prácticas Modernas del Neocolonialismo - "¡Por la Libertad de las Naciones!" ) es un movimiento interpartidista internacional que une a varios partidos políticos de los estados del segundo mundo y el Sur Global con el objetivo de contrarrestar las manifestaciones modernas del colonialismo.
El movimiento fue creado oficialmente en febrero de 2024 por iniciativa del Partido Rusia Unida después de que se celebrara en Moscú la Asamblea General fundacional del "Foro de Partidarios de la Lucha contra las Prácticas Modernas del Neocolonialismo". Desde entonces, se han unido al movimiento partidos políticos de más de 50 países de Asia, África, América Latina, Oriente Medio, Europa y la CEI.

## Base ideológica
La lucha contra las prácticas modernas del neocolonialismo se considera como el objetivo principal del Movimiento "¡Por la libertad de las naciones!". Estas prácticas incluyen la imposición de sanciones y medidas restrictivas, la utilización de monedas como armas, el adoctrinamiento cultural, la falsificación de la historia, campañas informativas y psicológicas, etc. El Movimiento se posiciona como un Foro para la consolidación de los movimientos políticos de los países del Sur Global.

El término "neocolonialismo" surgió en la década de 1960, siendo Kwame Nkrumah, Presidente de Ghana en ese momento, el primero en mencionarlo en su libro "Neocolonialismo: la última etapa del imperialismo". En 1965, el revolucionario cubano Ernesto Che Guevara pronunció un discurso en el que criticó la dominación de unos países sobre otros, a la que también llamó neocolonialismo.
"Los pueblos de África están obligados a soportar que todavía sea oficial en el continente la superioridad de una raza sobre otras y que se asesine impunemente en nombre de esta superioridad ¿Las Naciones Unidas no van a hacer nada para impedirlo? Quiero hablar muy especialmente del doloroso caso del Congo, único caso en la historia mundial que demuestra cómo se pueden atropellar los derechos del pueblo con la impunidad más absoluta y el cinismo más insolente. Las inmensas riquezas que posee el Congo y que las naciones imperialistas quieren conservar bajo su control son los motivos directos. […] Pero la filosofía del saqueo no ha cesado; incluso es más salvaje que nunca y por eso los mismos que utilizaron el nombre de las Naciones Unidas para perpetrar el asesinato de Lumumba asesinan en nombre de la raza blanca a millares de congoleños. ¿Cómo podremos olvidar la forma en que se ha traicionado la esperanza que Patrice Lumumba depositó en las Naciones Unidas? […] Es necesario vengar el crimen del Congo. […] Un animal carnicero que se alimenta de los pueblos indefensos, […] ésta es la definición del ‘blanco’ imperial". Ernesto Che Guevara
La base ideológica del Movimiento "¡Por la libertad de las naciones!" se expresó en el artículo del presidente del Partido Rusia Unida, Dmitri Medvédev, titulado "Se acabó el tiempo de las metrópolis". En él identifica varios tipos de neocolonialismo que el Movimiento está llamado a combatir, a saber: económico, monetario, cultural-ideológico, legal, regulatorio, "amistoso" y otros tipos.
"Las antiguas metrópolis desean apasionadamente seguir parasitando a los países que dependen de ellas, para garantizar su propia comodidad humillando y reprimiendo a los demás. Sólo que esta vez, con medios y métodos más sofisticados. No hay nada nuevo en esto. Consuetude est altera natura ( "el hábito es una segunda naturaleza"), como dice el famoso proverbio latino". Dmitri Medvédev
Así, los principales objetivos del Movimiento son los siguientes:
1. Contrarrestar los intentos de revisar los principios y normas generalmente aceptados del derecho internacional, la práctica de tomar medidas de sanciones ilegítimas;
2. Sistematizar información sobre los crímenes cometidos durante el período colonial (basado en el principio de imprescriptibilidad de tales actos), evaluando los daños causados;
3. Brindar asistencia a las antiguas colonias en la lucha contra la falsificación de la historia, así como perpetuar la memoria histórica de los crímenes de los colonialistas;
4. Desarrollar enfoques conjuntos sobre temas actuales de la agenda internacional y regional, así como coordinar esfuerzos para lograr la independencia económica, alimentaria, informativa, científica, tecnológica y de combustibles y energía;
5. Desarrollar programas internacionales de intercambio cultural y cooperación humanitaria para fortalecer relaciones genuinas de buena vecindad entre los estados del Sur Global.

## Miembros
El movimiento es de naturaleza informal, por lo que no tiene criterios oficiales de membresía. La estructura del movimiento incluye un Comité Permanente, que incluye movimientos políticos de 20 países del mundo.
50 movimientos políticos asistieron a La Asamblea General fundadora del "Foro de Partidarios de la Lucha contra las Prácticas Modernas del Neocolonialismo - "¡Por la Libertad de las Naciones! ", entre ellos 6 europeos, 23 asiáticos, 14 africanos y 7 latinoamericanos.

## Estructura

### Comité Permanente
El Comité Permanente es la principal institución ejecutiva del movimiento. Dmitry Medvedev, presidente del Partido Rusia Unida, fue elegido presidente del Comité Permanente en la Asamblea General inaugural. También cuenta con dos vicepresidentes, a saber, Andrei Klimov, senador de la Federación de Rusia, y Evgeniy Ivanov, viceministro de Asuntos Exteriores de la Federación de Rusia. El Comité Permanente comprende 20 movimientos políticos:
| País                 | Partido político                                        | Siglas  |
| -------------------- | ------------------------------------------------------- | ------- |
| Argelia              | Frente de Liberación Nacional                           | FLN     |
| Azerbaiyán           | Nuevo Azerbaiyán                                        | YAP     |
| Bielorrusia          | Bélaya Rus                                              | PBR     |
| Bosnia y Herzegovina | Alianza de Socialdemócratas Independientes              | SNSD    |
| Brasil               | Partido de los Trabajadores                             | PT      |
| China                | Partido Comunista de China                              | CPC     |
| Cuba                 | Partido Comunista de Cuba                               | PCC     |
| Indonesia            | Golkar                                                  | Golkar  |
| Laos                 | Partido Popular Revolucionario de Laos                  | LPRP    |
| Líbano               | Movimiento Patriótico Libre                             | FPM     |
| Mozambique           | Frente de Liberación de Mozambique                      | FRELIMO |
| Birmania             | Partido de la Unión, la Solidaridad y el Desarrollo     | USDP    |
| Nicaragua            | Frente Sandinista de Liberación Nacional                | FSLN    |
| Pakistán             | Liga Musulmana de Pakistan                              | PML(N)  |
| Rusia                | Rusia Unida                                             | UR      |
| Serbia               | Partido Popular de Serbia                               | SNP     |
| Siria (hasta 2024)   | Partido Baaz Arabe Socialista                           | Baaz    |
| Sudáfrica            | Congreso Nacional Africano                              | ANC     |
| Tayikistán           | Partido Democrático Popular de Tayikistán               | PDPT    |
| Venezuela            | Partido Socialista Unido de Venezuela                   | PSUV    |
| Zimbabue             | Union Nacional Africana de Zimbabue - Frente Patriótico | ZANU-PF |

El Comité Permanente celebra periódicamente debates sobre cuestiones clave relativas al desarrollo y las actividades futuras del Movimiento. Toma decisiones sobre las direcciones estratégicas de las actividades del Movimiento, determina los lugares y fechas de las Asambleas Generales ordinarias y extraordinarias, y también aprueba proyectos de programas y documentos finales. El Comité Permanente se formó sobre la base del Comité Organizador, que funcionó hasta la Asamblea General fundacional del Movimiento en febrero de 2024.
| N.º | Fecha      | Lugar                |
| --- | ---------- | -------------------- |
| 1   | 30.03.2023 | Moscú                |
| 2   | 31.05.2023 | vía videoconferencia |
| 3   | 21.11.2023 | vía videoconferencia |
| 4   | 16.02.2024 | Moscú                |
| 5   | 17.06.2024 | Vladivostok          |

### Asambleas Generales
Asambleas Generales del Movimiento "¡Por la Libertad de las Naciones!" son eventos a gran escala que se celebran cada dos años. El primero tuvo lugar del 15 al 17 de febrero de 2024 en Moscú, Rusia. Actualmente, hay planes en marcha para realizar las próximas Asambleas Generales en América Latina y África.

### Consejo de Expertos y Grupo de Trabajo de Coordinación
La decisión de crear el Consejo de Expertos y el Grupo de Trabajo de Coordinación del Movimiento "¡Por la libertad de las naciones!" fue adoptado en la reunión del Comité Permanente del Movimiento en Vladivostok, Rusia, el 17 de junio de 2024. Su composición aún no ha sido confirmada.

## Logros principales
Durante los primeros encuentros del movimiento se alcanzaron los siguientes acuerdos:
1. Considerar en el marco de la Asamblea General de la ONU la posibilidad de establecer un Día en Recuerdo de las Víctimas del Colonialismo el 14 de diciembre, día de la adopción de la Declaración sobre la Concesión de la Independencia a los Países y Pueblos Coloniales;[32]
2. Promover la activación del proceso de descolonización definitiva en relación con aquellos territorios incluidos en la Lista de Territorios No Autónomos, aprobada por el correspondiente Comité Especial de la ONU;[33]
3. Esforzarse por iniciar un proceso de sistematización y cálculo integral de los daños a los países afectados por las medidas restrictivas unilaterales ilegales tomadas sin pasar por el Consejo de Seguridad de la ONU y los crímenes de la era colonial;[34]
4. Fomentar la investigación académica, incluso sobre la llamada "gran divergencia" y su conexión con el saqueo de los pueblos coloniales;
5. Contrarrestar la falsificación de la historia y los intentos de borrar de la memoria colectiva los hechos de los crímenes del colonialismo, incluidos el genocidio, la limpieza étnica masiva, las transferencias ilegales de patrimonio cultural, la trata de esclavos, el racismo, así como otras prácticas similares de violación de derechos universalmente reconocidos. derechos y libertades;[35]
6. Contrarrestar la aplicación selectiva de normas universales del derecho internacional y la promoción del concepto de un "orden mundial basado en reglas".[36]

## Crítica
El Movimiento "¡Por la libertad de las naciones!" es criticado por ser demasiado ideológico y tener una visión distorsionada del neocolonialismo. El politólogo M. Komin, en un artículo para el Consejo Europeo de Relaciones Exteriores (ECFR), escribe que el movimiento no condujo a ningún resultado serio, excepto un llamado a considerar el 14 de diciembre como el Día en Recuerdo de las Víctimas del Colonialismo.
Además, se señala que la iniciativa del Partido Rusia Unida tiene como objetivo distanciarse del "pasado colonial" de la propia Rusia. "La interpretación moderna del neocolonialismo tiene como objetivo limpiar la imagen histórica de Rusia y sentar las bases de su posición anticolonial moderna, sugiriendo una continuación de las políticas de la era soviética", escribe el autor. Además, la formación de un discurso en torno al neocolonialismo se considera exclusivamente como un ataque más contra el "Occidente colectivo " y el orden mundial estadounidense.
El politólogo S. Sukhankin escribe para la Fundación Jamestown que el énfasis de los políticos rusos en la agenda neocolonial se basa en gran medida en campañas exitosas para "desinformar" a los pueblos de África y Asia y no tiene mucho éxito a largo plazo. Chatham House también publicó críticas al movimiento.